# Clarina 2
La Clarina 2 és una proteïna transmembrana codificada pel gen CLRN2 que juga un paper molt rellevant en el desenvolupament de l'audició.
Es localitza majoritàriament a la membrana plasmàtica de les cèl·lules epitelials de l'orella i la seva funció principal és l'organització i estructuració dels estereocilis.
Es tracta d'una proteïna transmembrana amb una estructura d'alfa hèlix composta de 232 aminoàcids. Mostra moltes similituds amb la proteïna Clarina 1 i, per dur a terme les seves funcions, interacciona amb 10 tipus de proteïnes diferents.
Mutacions en el seu gen de codificació CLRN2 donen lloc a variants de la proteïna que fa que no pugui complir les seves funcions correctament.

## Funció
La Clarina 2 participa en processos biològics i estructurals centrats a mantenir l'organització dels estereocilis de les cèl·lules epitelials de l'orella. D'aquesta manera, contribueix amb el mecanisme de transducció mecano-elèctrica que realitza el sistema auditiu.
S'encarrega de la distribució dels estereocilis a les cèl·lules receptores auditives mitjançant el muntatge i desmuntatge d'aquestes estructures. La seva localització a la membrana plasmàtica de les cèl·lules de l'orella permet que es formin agrupacions de Clarina 2 al voltant dels estereocilis que possibiliten l'empaquetament d'aquestes microvellositats en estructures estables i funcionals.
També intervé en la percepció sensorial del so, essent una proteïna indispensable per tal que un estímul en forma de vibració sigui percebut com un so. Forma part dels processos bioquímics que dirigeixen la transformació d'ones sonores en senyals moleculars per tal que el cervell les pugui interpretar.

## Estructura
Les proteïnes Clarina pertanyen a una superfamília de petites proteïnes integrals. Aquestes són proteïnes helicoidals que no contenen dominis funcionals coneguts a part dels seus quatre dominis transmembrana d'hèlix alfa i un motiu d'unió a la PDZ C-terminal de classe II (PGM tipus II). La Clarina 2 mostra un 56% de similituds amb la proteïna Clarina 1 (USH3A), que també pertany a la família Clarina.
La Clarina 2 és un polímer que consta d’un total de 1.797 àtoms, formant una sola cadena de proteïna única. Està constituïda per 232 residus (cada un dels aminoàcids que formen un pèptid), per tant, 232 aminoàcids en total. No conté cap seqüència senyal.
Aquesta proteïna, present en l'organisme humà, també ho està en 113 altres organismes. Aquests presenten un 90% de similituds en l'estructura dels seus aminoàcids. Alguns exemples d'aquests organismes són: Mus musculus (ratolí), Bos taurus (bovins), Macaca nemestrina (macaco de cua de porc), entre d'altres. El fet que aquesta proteïna, o de molt similars, s'hagi conservat al llarg del temps i en diferents espècies ens dona a entendre que el seu paper funcional es molt important per a la supervivència.
El pes total de l'estructura és de 25,47 kilodaltons (kDa) i el pes molecular és de 25.446 uma.

## Interaccions

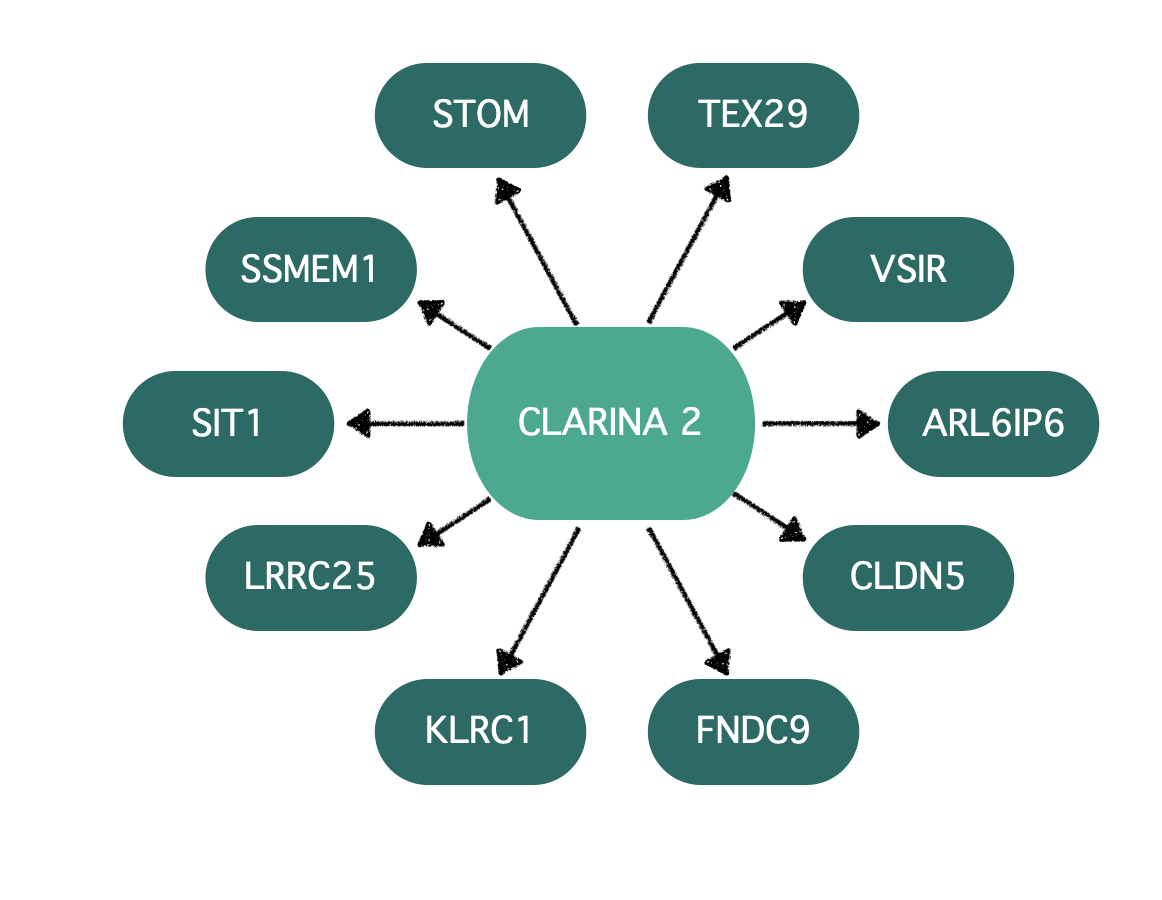
Proteïnes amb les quals interacciona la Clarina 2

La Clarina 2 interacciona amb un total de deu classes de proteïnes diferents; enzims, proteïnes transportadores, factors de transcripció, entre d'altres. Les interaccions principals es donen amb les proteïnes LRRC25 i les proteïnes ARL6IP6; repeticions riques en leucina (motiu proteic) i factors de ribosilació de l’ADP, respectivament.
Altres interaccions no tan importants es donen amb les proteïnes FNDC9, uns dominis de fibronectina; les proteïnes de membrana SSMEM1 i els transportadors proteics STOM i CLDN5.
Per acabar, les interaccions no gaire comunes es donen amb els receptors immunoreguladors VSIR; els marcadors de CD (cúmuls de diferenciació) KLRC1 i finalment, amb els llindars de senyalització SIT1.

## Codificació
La proteïna Clarina 2 ve codificada pel gen CLRN 2. Aquest gen prové de la família de gens clarines, les quals pertanyen a una superfamília de gens que codifiquen petites glicoproteïnes integrals de la membrana plasmàtica amb quatre dominis transmembrana, és a dir, que les proteïnes que codifiquen travessen la membrana fins a quatre vegades.
El gen CLRN 2 es troba en el cromosoma 4p15.32 i conté la informació necessària perquè sigui transcrit en una molècula d'ARN missatger que posteriorment serà traduïda en la Clarina 2. Així doncs, cal que el gen contingui una seqüència de bases nitrogenades que acabin codificant els 232 aminoàcids propis de la Clarina 2 els quals tenen la següent successió: 
MPGWFKKAWYGLASLLSFSSFILIIVALVVPHWLSGKILCQTGVDLVNATDRELVKFIGDIYYGLFRGCKVRQCGLGGRQSQFTIFPHLVKELNAGLHVMILLLLFLALALALVSMGFAILNMIQVPYRAVSGPGGICLWNVLAGGVVALAIASFVAAVKFHDLTERIANFQEKLFQFVVVEEQYEESFWICVASASAHAANLVVVAISQIPLPEIKTKIEEATVTAEDILY
Quan aquesta proteïna s'està traduint correctament en el reticle endoplasmàtic rugós, pateix una modificació post-traduccional en l'aminoàcid 48 que consisteix en una glicosilació a l'aminoàcid asparagina on s'uneix un N-acetilglucosamina gràcies a l'enzim N-acetilglucosaminatransferassa.
Per tal que la Clarina 2 pugui tenir els seus quatre dominis transmembrana, cal que el gen contingui la informació per a codificar els 20 aminoàcids que conformen cada domini: 
(10-30 :YGLASLLSFSSFILIIVALVV), (101-121: ILLLLFLALALALVSMGFAIL), (139-159: LWNVLAGGVVALAIASFVAAV) i, (188-208: SFWICVASASAHAANLVVVAI).

## Mutacions
Les mutacions de Clarina 2 estan estretament relacionades amb la sordesa. La privadesa del sentit de l'oïda pot ser causada de forma congènita o adquirida, però s'ha establert una relació directa entre un tipus de sordesa i la presència d'una mutació en el gen CLRN2. Es tracta d'una variant de la Clarina 2 causada per la mutació del gen CLRN2 (c.494C > A, NM_001079827.2) situat en el locus 14,94Mb del cromosoma 4.
Les mutacions consisteixen en:
- Substitució d'una treonina per una lisina a la posició 165.
- Empalmament erroni de la glicina i la lisina a la posició 146, els quals haurien d'estar separats per un codó de parada.